# Запечатаний вантаж (фільм, 2015)
«Запечатаний вантаж» (ісп. Carga Sellada) — болівійсько-венесуельський драматичний фільм, знятий Джулією Варгас-Вайсе. Прем'єра стрічки в Болівії відбулась 25 лютого 2016 року.
Фільм був висунутий Болівією на премію «Оскар» за найкращий фільм іноземною мовою.

## У ролях
- Густаво Санчес Парра — Маріскаль
- Пракріті Мадуро — Нена
- Луїс Бредов — Агустін
- Деніела Лема — Таня

## Визнання
| Нагороди та номінації фільму «Запечатаний вантаж» | Нагороди та номінації фільму «Запечатаний вантаж» | Нагороди та номінації фільму «Запечатаний вантаж» | Нагороди та номінації фільму «Запечатаний вантаж» | Нагороди та номінації фільму «Запечатаний вантаж» | Нагороди та номінації фільму «Запечатаний вантаж» |
| Рік                                               | Кінопремія / Кінофестиваль                        | Категорія / Нагорода                              | Номінант                                          | Результат                                         |                                                   |
| ------------------------------------------------- | ------------------------------------------------- | ------------------------------------------------- | ------------------------------------------------- | ------------------------------------------------- | ------------------------------------------------- |
| 2015                                              | Міжнародний кінофестиваль в Індії                 | Найкращий фільм                                   | «Запечатаний вантаж»                              | Номінація                                         |                                                   |
| 2015                                              | Міжнародний кінофестиваль в Індії                 | Спеціальний приз журі                             | «Запечатаний вантаж»                              | Перемога                                          |                                                   |